# 三坂耿一郎
三坂 耿一郎（みさか こういちろう、1908年5月26日 - 1995年8月3日）は、彫刻家、日本芸術院会員。福島県郡山市出身。本名は政治。

## 経歴
1937年東京美術学校彫塑科卒業、新文展初入選。1939年研究科を修了し、その後清水多嘉示に師事。1947年日展特選。1961年日展審査員。1970年日展桂花賞受賞。1971年日展評議員。1972年日展文部大臣賞受賞。1979年日本芸術院賞受賞。1983年勲四等旭日小綬章受章。1986年日本芸術院会員。1987年郡山市名誉市民。1992年勲三等瑞宝章受章。
熊本市にある宮本武蔵のブロンズ像、立教大学内の立教大学創始者ウイリアムズ主教像などの他、東京都練馬区や故郷の福島県郡山市に多くの作品がパブリックアートとして残る。